# 조선극장

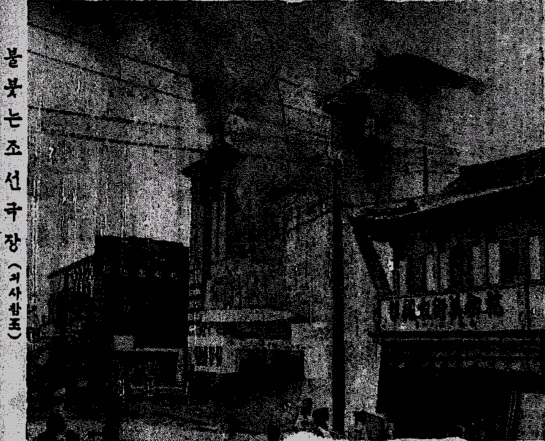
화재로 불탄 극장 (마이니치 신문 1936년 6월 13일자)

조선극장(朝鮮劇場)은 일제강점기 조선 경성부의 인사동 입구에 존재했던 영화관 · 극장이다. 1922년에 개업하여 단성사, 우미관과 함께 북촌의 대표 영화관 중 하나로 자리했으나 1936년 화재로 폐관하였다. 

## 역사
1922년 11월 6일, 일본이 통치하는 조선 경성부 인사동 (현재 서울특별시 종로구 인사동)에 준공 · 개관하였다. 명의상의 건물주와 운영인은 한국인이었지만 실제 소유주는 일본인이었다.
당시 14만 원에 달하는 공사비용을 들여 지은 최신식 극장으로 영화 상영과 연극 공연을 겸한 장소로 꾸며졌다. 준공 당시 대부분 극장들은 영화를 상영하였으며 무대가 좁게 설계되어 연극을 진행하기에는 협소하였는데, 조선극장 역시 처음에는 영화 상영관으로 허가를 받았으나 건축 도중에 연극 공연을 위해 무대를 재설계함으로써 가능한 일이었다.
개관 작품으로는 서양 영화 1편 상영, 판소리 독창, 5대 권번 기생들의 가무 유곡과 서양 댄스 등을 공연하였다. 1922년 결성된 토월회의 창립 공연도 이곳에서 이뤄졌으며, 여러 명창대회가 열리면서 많은 극단과 단체가 조선극장을 이용하였다. 그러나 1935년 이보다 최상의 시설과 저렴한 극장세를 내세웠던 동양극장이 개장하면서 경쟁력을 잃었고, 본래의 기능대로 영화 상설극장으로 전환되어 운영되다가 1936년 6월 11일 방화로 인한 화재로 전소하고 폐관하였다.
현재는 인사동 문화마당으로 조성되어 있으며, 조선극장 터를 알리는 표석만이 남아 있다.

## 참고 문헌
- 전국역사지도사모임 (2016년 11월 30일). 《표석을 따라 경성을 거닐다》. 유씨북스. 28-29쪽. ISBN 9791195695935.